# Jon Brown
Jon Brown (eigentlich: Jonathan Michael Brown; * 27. Februar 1971 in Bridgend, Wales) ist ein kanadischer Langstreckenläufer britischer Herkunft.
1994 wurde er bei den Commonwealth Games in Victoria Fünfter über 5000 m, 1996 bei den Olympischen Spielen in Atlanta Zehnter über 10.000 m und 1998 bei den Leichtathletik-Europameisterschaften in Budapest Vierter über dieselbe Distanz. Bei der europäischen Meisterschaft im Crosslauf gewann er 1996 Gold und 1999 Bronze; seine beste Platzierung bei den Crosslauf-Weltmeisterschaften war ein achter Rang 1999. Zwei aktuelle britische Rekorde wurden von ihm aufgestellt: 1994 im 15-km-Straßenlauf mit 42:39 min und 1998 im 10.000-Meter-Lauf mit 27:18,14 min.
1997 wandte er sich dem Marathon zu. Einem neunten Platz beim Chicago-Marathon in 2:10:13 h folgte 1998 ein achter Platz beim London-Marathon. Ebendort verbesserte er sich 1999 als Vierter auf 2:09:44 h. Bei den Olympischen Spielen 2000 in Sydney wurde er Vierter mit nur sieben Sekunden Rückstand auf den Bronzerang.
Nach einem sechsten Platz beim New-York-City-Marathon 2001 musste er wegen Verletzungen für längere Zeit pausieren. 2004 kam er beim London-Marathon in 2:13:39 h auf Platz 15, wurde damit britischer Marathonmeister und qualifizierte sich für die Olympischen Spiele in Athen, wo er erneut Vierter wurde.
Im Jahr darauf verteidigte er als Sechster des London-Marathons seinen nationalen Meistertitel und stellte mit 2:09:31 h seine persönliche Bestzeit auf. Im selben Jahr wurde er Neunter in New York, und 2006 wurde er Siebter beim Fukuoka-Marathon.
Brown, der seit 1996 in Kanada lebt und seit 2005 die doppelte Staatsbürgerschaft besitzt, startet seit Anfang 2008 für Kanada. Als Grund für den Wechsel, für den er von verschiedenen Sportfunktionären kritisiert wurde, nannte er die mangelnde Unterstützung durch den britischen Leichtathletikverband. Die Zeit von 2:12:27, die er als Neunter des Fukuoka-Marathons 2008 lief, war die schnellste eines Kanadiers in diesem Jahr.
Jon Brown wuchs in South Yorkshire auf und studierte an der Iowa State University. Er lebt mit seiner deutschen Frau Martina und zwei Kindern in Victoria (British Columbia). Er startet in England für den City of Sheffield Athletics Club und in Kanada für die Prairie Inn Harriers.